# Процентен суоп
Процентен суоп (англ. Interest rate swap, IRS) — производен финансов инструмент, при който две страни се договарят за това, че на определена дата една от тях ще плати на втората фиксиран процент от определена сума и ще получи плащане, равняващо се на плаващ процент (например по LIBOR), от втората страна.
Споразумението за бъдещ процент (англ. Forward Rate Agreement) e стандартизиран процентен суоп.
Процентните суопове обикновено се използват при застраховане на операции с активи и пасиви за взаимно превръщане на фиксирани проценти в плаващи (и обратно). Позицията на процентния суоп съдържа процентни и кредитни рискове за страните по договора.

## Използване
Процентният суоп се използва в различни инвестиционни стратегии. Той е популярен инструмент за хеджиране и финансови спекулации.

## Хеджиране
Фиксирането на процента по суоп споразумението позволява да се застраховате в случай на намаляване на процента.  От друга страна, контрагентът печели при намаляване на процента.

## Спекулации
Благодарение на това, че влизането в позиция с процентен суоп се осъществява лесно, те са популярни при трейдърите, които спекулират с движението на процентите.
Така, вместо да отваря пълноценна къса позиция по основния актив, за който се очаква падане на цената, трейдърът може да сключи суоп споразумение, фиксиращо лихвения процент за същия период.